# Абхазько-російський кордон
Абхазько-російський кордон — сухопутний кордон між Абхазією та Росією. Його протяжність становить 255,4 км. Велика частина кордону між Краснодарським краєм РФ та Абхазією проходить по річці Псоу. Головний контрольно-пропускний пункт «Псоу» з російської сторони знаходиться в районі села Веселе Адлерського району Сочі. Пункт пропуску працює цілодобово та має статус автомобільного, залізничного та пішохідного.
Демаркація кордону розпочалась в 2011 році. Тоді знову постав старий конфлікт належності села Аібга.
Оскільки лише декілька країн визнають Республіку Абхазія як незалежну, тому російсько-абхазький кордон офіційно прийнято вважати частиною російсько-грузинського кордону. Відповідно до законодавства Грузії перетин кордону на російсько-абхазькій ділянці вважається незаконним.